# Cal Rossell (l'Arboç)
Cal Rossell és una obra de l'Arboç (Baix Penedès) inclosa a l'Inventari del Patrimoni Arquitectònic de Catalunya.

## Descripció
Casa formada per l'edificació antiga, un magatzem a la dreta i el celler a l'esquerra, datat del 1870. La façana antiga actualment és emblanquinada. Consta de dues plantes. La planta baixa, amb una portalada d'arc de mig punt dovellat, on es pot observar la data de 1698 i una finestreta a l'esquerra. La planta principal té tres finestres, la del mig més gran, i un rellotge de sol a la banda esquerra.